# 紫杉腎圓盾介殼蟲
紫杉腎圓盾介殼蟲（学名：Aonidiella taxus）为盾介殼蟲科腎圓盾介殼蟲屬下的一个种。